# Kon Ichikawa
Kon Ichikawa (japanska: 市川 崑, Ichikawa Kon?), ursprungligen Giichi Ichikawa, född 20 november 1915 i Ise, död 13 februari 2008, var en japansk filmregissör. Hans karriär sträckte sig över 60 år och utmärkte sig med ett högt produktionstempo och en stor bredd i genrer och ämnesval.

## Liv och gärning
Kon Ichikawa började som animatör och debuterade som regissör 1946 med dockfilmen Musume dojoji, som byggde på ett känt kabuki-dansdrama. Filmen förbjöds av den amerikanska ockupationsregeringen som ansåg att den innehöll "feodala efterlämningar". Ichikawa fick arbete hos Tōhō och etablerade sig som regissör av komedier; bland annat gjorde han en film om den populära seriefiguren Pu-san. Även om han inte återvände till animation fortsatte han att betrakta sig som tecknare. Till hans viktigaste inspirationskällor hörde Walt Disney och Charlie Chaplin; dessa tillsammans med europeiska filmare som Jean Renoir förblev viktiga karriären igenom.
I mitten av 1950-talet breddade Ichikawas sitt anslag, med exempel som 1956 års krigsdrama Biruma no tategoto. Denna handlade om en japansk soldat i slutskedet av andra världskriget, och filmen blev nominerad till en Oscar för bästa utländska film. Han filmatiserade ett flertal seriösa romaner, som Yukio Mishimas Den gyllene paviljongens tempel och Shōhei Ōokas Nobi, samt klassiker av författare som Natsume Sōseki. För sin film Lidelsernas hus, efter en roman av Junichirō Tanizaki, fick han 1960 jurypriset vid filmfestivalen i Cannes. En av hans mest uppmärksammade filmer är dokumentären Tokyo-olympiaden, om olympiska sommarspelen 1964 i Tokyo. Denna film hyllades av kritiker världen över för sina okonventionella grepp, men blev också kulmen på Ichikawas strider med produktionsbolag; beställaren hade endast önskat en konventionell journalfilm, och det hela utmynnade i en brytning mellan Ichikawa och filmstudion Daiei som tidigare hade producerat några av hans största filmer.
Samtidigt fortsatte Ichikawa att göra lättsamma komedier och mer kommersiellt inriktade filmer. Han själv delade in sin filmografi i "ljusa" och "mörka" filmer. I mitten av 1960-talet bestämde sig hans fru, Natto Wada, för att dra sig tillbaka från filmbranschen. Detta innebar en märkbar förändring i Ichikawas filmer, eftersom hon ofta hade varit hans manusförfattare. I karriärens senare skede kom Ichikawa bland annat att regissera samurajfilmer, fantastikfilmer och andra genrefilmer.
Denna bredd i kombination med att endast en bråkdel av Ichikawas filmer nådde en internationell publik gjorde att han förblevblev svårplacerad för filmkritiker. Hans uppfinningsrikedom, både vad gäller det tekniska och den tematiska hanteringen, har haft en betydande inverkan på andra japanska filmskapare. Han har beskrivits som en länk mellan 1950-talets japanska film, som i litteraturen brukar benämnas som "guldåldern", och den därpå följande japanska nya vågen.

## Filmer i urval
- Musume dojoji (1946)
- Tōhō sen'ichi-ya (1947)
- Pu-san (1953)
- Kokoro (1955)
- Biruma no tategoto (1956)
- Shokei no heya (1956)
- Ana (1957)
- Enjō (1958)
- Lidelsernas hus (Kagi) (1959)
- Det grymma kriget (Nobi) (1959)
- Otōto (1960)
- Kuroi jūnin no onna (1961)
- Inte lätt att vara liten (Watashi wa nisai) (1962)
- Taiheiyō hitoribocchi (1963)
- Yukinojō henge (1963)
- Tokyo-olympiaden (Tōkyō orinpikku) (1965)
- Wagahai wa neko de aru (1975)
- Inugami-ke no ichizoku (1976)
- Gokumon-to (1977)
- Hi no tori (1978)
- Sasame-yuki (1983)
- Biruma no tategoto (1985)
- Taketori monogatari (1987)
- Shijūshichinin no shikaku (1994)
- Dora-heita (2000)
- Inugami-ke no ichizoku (2006)